# Kropîvnea, Novohrad-Volînskîi
Kropîvnea (în ucraineană Кропивня) este un sat în comuna Bronîkî din raionul Novohrad-Volînskîi, regiunea Jîtomîr, Ucraina.

## Demografie
Componența lingvistică a localității Kropîvnea
     Ucraineană (85,55%)
     Rusă (14,45%)
Conform recensământului din 2001, majoritatea populației localității Kropîvnea era vorbitoare de ucraineană (85,55%), existând în minoritate și vorbitori de rusă (14,45%).